# Harron Atkins
Harron Atkins (Detroit, Michigan, 13 december 1992) is een Amerikaanse acteur. Atkins is het meest bekend door zijn werk in Red Dead Redemption 2, een computerspel uit 2018 van Rockstar Games, waar hij de motion capture van Lenny Summers verzorgd. Atkins heeft ook in het computerspel Grand Theft Auto V gespeeld uit 2013, ook van Rockstar Games.

## Filmografie

### Films
Inclusief korte films
| Jaar | Titel                              | Rol       |
| ---- | ---------------------------------- | --------- |
| 2009 | Gifted Hands: The Ben Carson Story | Teen Carl |
| 2015 | Deceive                            | Lonny     |
| 2018 | Use What You Got                   | Rol       |
| 2018 | Adventure Capital                  | Sajar     |

### Computerspellen
| Jaar | Titel                 | Rol             |
| ---- | --------------------- | --------------- |
| 2013 | Grand Theft Auto V    | Meerdere Rollen |
| 2018 | Red Dead Redemption 2 | Lenny Summers   |